# Syed Mushtaq Ali Trophy 2025/26
Der Syed Mushtaq Ali Trophy 2025/26 ist die 17. Austragung des nationalen Twenty20-Wettbewerbes in Indien. Der Wettbewerb wird zwischen dem 26. November 2025 und 18. Dezember 2025 zwischen 38 indischen First-Class-Mannschaften ausgetragen.

## Format
Die Mannschaften spielen in vier Gruppen jeweils einmal gegen jede andere Mannschaft ihrer Gruppe an einem neutralen Ort. Die Gruppen A bis D haben jeweils acht Mannschaften, die Plate Group hat sechs. In diesen Gruppen spielt jede Mannschaft gegen jede andere einmal und erhält für jeden Sieg vier, für jedes Unentschieden oder No Result zwei Punkte. Die Gruppensieger und -zweiten der Gruppen A bis D qualifizieren sich für die Super League-Phase. Dabei werden die acht Mannschaften in zwei Gruppen je vier Mannschaften einmal gegeneinander spielen. Die Gruppensieger qualifizieren sich für das Final im neutralen Stadion, um der Sieger der der Syed Mushtaq Ali Trophy zu ermitteln. Der Sieger der Plate Group qualifiziert sich für die Gruppenphase im nächsten Saison, während die leistungsschwächste Mannschaft der Gruppen A bis D in der Plate Group spielen wird.

## Resultate

### Gruppenphase

#### Gruppe A
Tabelle
| Teams          | Sp. | S | N | U | R | NR | Punkte | NRR |
| -------------- | --- | - | - | - | - | -- | ------ | --- |
| Andhra Pradesh |     |   |   |   |   |    | 0      |     |
| Assam          |     |   |   |   |   |    | 0      |     |
| Chhattisgarh   |     |   |   |   |   |    | 0      |     |
| Kerala         |     |   |   |   |   |    | 0      |     |
| Mumbai         |     |   |   |   |   |    | 0      |     |
| Odisha         |     |   |   |   |   |    | 0      |     |
| Railways       |     |   |   |   |   |    | 0      |     |
| Vidarbha       |     |   |   |   |   |    | 0      |     |

#### Gruppe B
Tabelle
| Teams             | Sp. | S | N | U | R | NR | Punkte | NRR |
| ----------------- | --- | - | - | - | - | -- | ------ | --- |
| Bihar             |     |   |   |   |   |    | 0      |     |
| Chandigarh        |     |   |   |   |   |    | 0      |     |
| Goa               |     |   |   |   |   |    | 0      |     |
| Hyderabad         |     |   |   |   |   |    | 0      |     |
| Jammu and Kashmir |     |   |   |   |   |    | 0      |     |
| Madhya Pradesh    |     |   |   |   |   |    | 0      |     |
| Maharashtra       |     |   |   |   |   |    | 0      |     |
| Uttar Pradesh     |     |   |   |   |   |    | 0      |     |

#### Gruppe C
Tabelle
| Teams            | Sp. | S | N | U | R | NR | Punkte | NRR |
| ---------------- | --- | - | - | - | - | -- | ------ | --- |
| Baroda           |     |   |   |   |   |    | 0      |     |
| Bengal           |     |   |   |   |   |    | 0      |     |
| Haryana          |     |   |   |   |   |    | 0      |     |
| Himachal Pradesh |     |   |   |   |   |    | 0      |     |
| Gujarat          |     |   |   |   |   |    | 0      |     |
| Puducherry       |     |   |   |   |   |    | 0      |     |
| Punjab           |     |   |   |   |   |    | 0      |     |
| Services         |     |   |   |   |   |    | 0      |     |

#### Gruppe D
Tabelle
| Teams       | Sp. | S | N | U | R | NR | Punkte | NRR |
| ----------- | --- | - | - | - | - | -- | ------ | --- |
| Delhi       |     |   |   |   |   |    | 0      |     |
| Jharkhand   |     |   |   |   |   |    | 0      |     |
| Karnataka   |     |   |   |   |   |    | 0      |     |
| Rajasthan   |     |   |   |   |   |    | 0      |     |
| Saurashtra  |     |   |   |   |   |    | 0      |     |
| Tamil Nadu  |     |   |   |   |   |    | 0      |     |
| Tripura     |     |   |   |   |   |    | 0      |     |
| Uttarakhand |     |   |   |   |   |    | 0      |     |

#### Plate Group
Tabelle
| Teams             | Sp. | S | N | U | R | NR | Punkte | NRR |
| ----------------- | --- | - | - | - | - | -- | ------ | --- |
| Arunachal Pradesh |     |   |   |   |   |    | 0      |     |
| Manipur           |     |   |   |   |   |    | 0      |     |
| Meghalaya         |     |   |   |   |   |    | 0      |     |
| Mizoram           |     |   |   |   |   |    | 0      |     |
| Nagaland          |     |   |   |   |   |    | 0      |     |
| Sikkim            |     |   |   |   |   |    | 0      |     |